# Herman David Koppel
Herman David Koppel (Copenaghen, 1º ottobre 1908 – Copenaghen, 14 luglio 1998) è stato un compositore e pianista danese.
Nacque a Copenaghen, fuggì dai nazisti con la sua famiglia nel 1943. Scrisse 13 sinfonie, numerosi concerti e 20 quartetti d'archi.
Era il padre di Anders Koppel, Thomas Koppel, Lone Koppel e Therese Koppel e il fratello del violinista danese Julius Koppel.

## Opere
- Moses[1]